# Hans Bellin
Hans Ewald Hermann Bellin (* 7. Oktober 1932 in Kolberg; † 10. November 2016 in Biestow) war ein deutscher Internist.

## Leben
Hans Bellin besuchte seit 1939 in Langenhagen eine Volksschule. 1943 wechselte er an eine Mittelschule in Kolberg, wobei er von 1945 bis 1947 wegen der Besetzung durch die Polen seine Ausbildung nicht fortsetzen konnte. Im Juni 1947 zog die Familie um nach Schwerin, wo Bellin seine Vorbildung weiterführte. 1949 schließlich ging er auf die Goethe-Oberschule, wo er 1953 sein Abitur absolvierte.
Noch 1953 immatrikulierte sich Bellin als Medizinstudent an der Universität Rostock. 1954 erhielt er dort sein Vorphysikum, im nächsten Jahr das eigentliche Physikum und schloss das Studium 1958 mit dem Erhalt des Staatsexamens ab.
1959 absolvierte Bellin sein Pflichtassistentenjahr am Schweriner Bezirkskrankenhaus. Am 6. März dieses Jahres wurde er von der Rostocker Universität zum Doktor der Medizin promoviert anhand der Dissertation Über die Beziehungen der einfachen und erweiterten Heredofamiliarität zu ausgewählten Diabeteskomplikationen. Nach dem Pflichtassistentenjahr ging er an das Institut für Pathologie des Bezirkskrankenhauses und bildete sich weiter aus. Diese Ausbildung endigte er 1963 und wurde als Facharzt für pathologische Anatomie anerkannt. In diesem Jahr fungierte er am Krankenhaus als Oberarzt.
Im darauffolgenden Jahr, 1964, startete Bellin an der Universitätsklinik Rostock und an der Poliklinik eine Ausbildung zum Internisten, die er nach vier Jahren mit der Facharztanerkennung abschloss. Am 1. November 1970 schließlich wurde er zum Oberarzt an der Klinik für innere Medizin ernannt.
Bellin erhielt die Lehrbefähigung am 18. September 1974. Er wurde darauffolgend am 23. November 1977 habilitiert. Am 1. Oktober 1992 begann er eine Tätigkeit als Hochschuldozent an der Rostocker Klinik und Poliklinik. Am 4. Januar 1994 wurde ihm eine erneuerte Lehrbefugnis für innere Medizin erteilt und er wurde als Privatdozent angestellt. Allerdings war er im Zeitraum von 1992 bis Anfang 1995 erkrankungsbedingt arbeitsunfähig.
Außerplanmäßiger Professor an der Universität Rostock wurde Bellin am 30. Mai 1997. Nur in diesem Jahr hielt er die Professur inne.
Bellin war mit der Medizinerin Annemarie Wegner verheiratet. Der Ehe entstammen zwei Söhne, die ebenfalls Ärzte wurden.

## Wirken
Bellin machte 67 Publikationen und hielt 44 Vorträge sowie 133 Fortbildungsvorträge. 1969 führte er die Biopsie der Niere in die praktische Medizin ein und gründete 1975 an der Universitätsklinik eine ambulante Gruppe für das Herz, die seither besteht. Die Deutsche Gesellschaft für Prävention und Rehabilitation von Herz-Kreislauferkrankungen, bei der er seit Februar 1991 als Vorstandsmitglied tätig war, verlieh ihm am 9. Mai des Jahres 1992 den Förderpreis Pro Corde und am 10. Mai 1995 erhielt er den Präventionspreis der Deutschen Herzhilfe.

## Werke
- Über die Beziehungen der einfachen und erweiterten Heredofamiliarität zu ausgewählten Diabeteskomplikationen. (ohne Ort 1958)
- Die arterielle Systemhypertonie bei Patienten mit erworbenen und angeborenen Herzfehlern. (1977)

## Hinweis
Hans Bellin war der Erstbeschreiber der Nierenbiopsie. Trotzdem sind die Harngänge (Sammelrohre) nicht nach ihm benannt worden. Sie heißen nach Lorenzo Bellini (1643 bis 1704) auch Ductus Bellini oder Tubulus Bellini. Hier bildet sich (in den medullären Sammeltubuli; Medulla renalis) das Ductus-Bellini-Karzinom als seltene Form des Nierenzellkarzinoms.